# Andy Murray
Sir Andrew Barron Murray (Dunblane, Skócia, 1987. május 15. –) kétszeres olimpiai bajnok skót hivatásos teniszező. Eddigi pályafutása során 28 egyéni ATP-tornagyőzelmet szerzett, közülük hármat Grand Slam-versenyen, s kilencet Masters-tornán ért el. 2012-ben megnyerte a US Opent, a fináléban Novak Đokovićot legyőzve, így négy elveszített döntő után tudott Grand Slam-tornán diadalmaskodni: a 2008-as US Openen, a 2010-es és a 2011-es Australian Openen, valamint a 2012-es wimbledoni tornán három alkalommal Roger Federertől, egyszer pedig Novak Đokovićtól kapott ki. 2013-ban előbb döntőt játszott az Australian Openen, majd megnyerte a wimbledoni viadalt, mindkét fináléban Đoković ellen játszva. 2011-ben ő lett a hetedik játékos az open erában, aki egy szezon folyamán mind a négy Grand Slamen bejutott legalább az elődöntőbe.
2012. augusztus 5-én a londoni olimpián a svájci Roger Federert legyőzve olimpiai bajnoki címet nyert, ugyanezen az olimpián vegyes párosban Laura Robson partnereként ezüstérmet szerzett. A 2016-os riói olimpián megvédte egyéni olimpiai bajnoki címét. 2006-ban ő volt az első brit teniszező 106 év után, akit megbírságoltak egy Davis-kupa meccsen. Testvére, Jamie jelenleg az egyik legjobb brit páros játékos. 2019 május 16.-án Angliában lovaggá ütötték.

## Karrierje

### 2009
A 2009-es évet jól kezdte, megnyerte az Abu-Dzabiban zajló bemutató tornát, majd megnyerte a dohai tornát is, az elődöntőben sorozatban harmadszor Federert verte meg, a döntőben két játszmában Andy Roddick fölött aratott győzelmet. Az Australian Openre esélyesként érkezett, de kikapott a 4. fordulóban Fernando Verdascótól. Ezután Rotterdamban versenyzett, és meg is nyerte a tornát, a döntőben Rafael Nadalt győzte le. Ez volt idei második tornagyőzelme, összességében a tizedik.

### 2012
Murray edzője a 2012-es évtől a korábbi világelső Ivan Lendl lett. A szezont a Brisbane Internationalon kezdte, ahol 22. címét szerezte meg az Olekszandr Dolhopolov ellen játszott döntőben.
A 2012-es év első Grand Slam-tornáján, az Australian Openen negyedik kiemeltként indulhatott. A felső ágra került, ami azt jelentette, hogy a döntőbe jutásért többek közt Novak Đoković lehet az egyik, akit le kell győznie. A papírforma érvényesült, így az elődöntőben találkoztak is, ahol Murray öt szettben veszítette el a mérkőzést a későbbi bajnok Đoković ellen 6–3, 3–6, 6–7(4), 6–1, 7–5-ös eredménnyel egy 4 óra 50 percig tartó küzdelemben.
2012 tavaszán negyedik kiemeltként vett részt az év második Grand Slam-tornáján, a Roland Garroson. A salakos borításon játszott tornán eddigi legjobb eredménye a 2011-es elődöntő volt, ezt most nem sikerült elérnie, mert a negyeddöntőben a spanyol David Ferrer ellen veszített 6–4, 6–7(3), 6–3, 6–2-es eredménnyel.
2012 júniusában a wimbledoni tornán negyedik kiemeltként vett részt és az alsó ágra került, ahol Rafael Nadal számított a legnagyobb ellenfélnek (viszont meglepően korán kiesett). A torna közben gyakran hallhattuk, hogy Andy Murray számára a legszerencsétlenebb a sorsolás, hiszen a legtöbb nagy nevet neki kell megvernie ahhoz, hogy döntőt játszhasson élete első Grand Slam győzelméért. Murray első komolyabb ellenfele a 16. kiemelt Marin Čilić volt a negyedik körben, őt három szettben búcsúztatta. A következő ellenfele a negyeddöntőben az a David Ferrer volt, aki néhány héttel azelőtt búcsúztatta Murray-t a Roland Garroson, az eredmény pedig négy szoros szettben született meg: 7-6(5), 6(6)-7, 6-4, 7-6(4) a brit játékos javára. Az döntőbe jutásért a francia Jo-Wilfried Tsongát győzte le négy szettben, így élete negyedik Grand Slam döntőjébe jutott, amelyek közül harmadjára találkozott Roger Federerrel. Füves borításon ekkor még nem teniszeztek egymás ellen, egymás elleni mérlegük elég szoros volt, viszont a legnagyobb tétű meccseiket mindig a svájci nyerte. Az első szett Murray-é lett 6-4 eredménnyel, majd az esős londoni idő miatt a második szettben szünetet kellett tartani. A wimbledoni centerpálya lefedése több, mint 30 percet vesz igénybe, így a bemelegítéssel együtt majdnem egyórás szünet következett. Az új körülmények (fedett pályás füves borítás) Federer játékának kedveztek inkább és ez érezhető is volt a döntő további alakulásán, mert a következő három szettet a svájci nyerte: 7-5, 6-3, 6-4. Murray tehát negyedik Grand Slam döntőjét sem tudta megnyerni.
A londoni olimpián, hazai pályán 3 számban indult: férfi egyesben, férfi párosban testvére Jamie Murray oldalán, és vegyes párosban a mindössze 18 éves Laura Robsonnal. Szereplése abszolút eredményesnek mondható, mert bár férfi párosban az első körben búcsúzott, vegyes párosban és egyesben is a döntőig jutott.
Egyesben az első ellenfele a svájci Stanislas Wawrinka volt, majd a negyeddöntőben a 11. kiemelt Nicolás Almagrót és az elődöntőben a második kiemelt Novak Đokovićot búcsúztatta. A döntőig minden mérkőzés két nyert szettig zajlott, a döntő viszont 3 nyert szettig. Az olimpiai döntőben a néhány héttel azelőtti wimbledoni döntő visszavágója valósult meg, hiszen ugyanazon a pályán ugyanazzal az ellenféllel találkozott a brit versenyző, de most a svájci Roger Federert 6–2, 6–1, 6–4-re nagyon simán legyőzve olimpiai bajnoki címet nyert. A torna során mindössze egy szettet veszített el a harmadik körben Márkosz Pagdatísz ellen.
A férfi egyes döntőjének napján zajlott a vegyes páros döntő is, ahol Andy Murray és Laura Robson a fehérorosz Viktorija Azaranka és Makszim Mirni által alkotott párostól kapott ki 2–6, 6–3, [10–8]-as eredménnyel.
Az olimpiát tehát egy arany- és egy ezüstéremmel zárta.
A US Open előtt címvédőként érkezett a Cincinnati Masters tornára. Harmadik kiemeltként csak a második körben kellett először játszania, ahonnan simán tovább is jutott, viszont a harmadik körben a selejtezőből szerencsés vesztesként feljutó francia Jérémy Chardy elbúcsúztatta őt 6-4, 6-4-es eredménnyel.
A US Openen Rafael Nadal visszalépése miatt harmadik kiemeltként indulhatott világranglistás negyedik helyezése ellenére. Murray az első körön könnyen túlesett, bár az első játszma során akadtak nehézségei Alekszandr Bogomolov ellen (kétszer elvesztette az adogatását), viszont miután megtalálta a játékát 6–2, 6–4, 6–1-es eredménnyel jutott tovább. Következő ellenfele a horvát Ivan Dodig volt, akit három szettben ejtett ki a versenyből 6–2, 6–1, 6–3-as eredménnyel. A harmadik körben a spanyol Feliciano López ellen lépett pályára, akit négy szettben győzött le, melyek közül három játszmát rövidítéssel nyert meg Murray. A legjobb 16 között Miloš Raonićot múlta felül három szettben, majd Marin Čilić következett. Mivel Roger Federer a negyeddöntőben kiesett, az elődöntőben a világelsőt búcsúztató Tomáš Berdych lett az ellenfele, akivel szemben négy szettben vívta ki a jogot a részvételre ötödik Grand Slam-döntőjében.
Murray pályafutása során másodjára jutott be a US Open döntőjébe, 2008-ban sikerült neki először. Ebben az évben két kemény pályán erős játékos csaphatott össze a férfi egyes fináléjában, a másik döntős a címvédő Novak Đoković volt. Az első szettet majdnem másfél óra alatt a brit nyerte 7–6(10)-os eredménnyel, majd a második játszmában is dupla brékelőnyt szerzett, de a szerb játékos 4–0-s állásról visszajött, végül mégis Murray nyerte meg 7–5-re a szettet. A következő két játszmában Đoković játéka érvényesült, így 6–2, 6–3-as eredménnyel simán nyerte meg azokat. Döntő szettre került tehát sor, amelyben Murray dupla brékelőnyt szerzett, majd szerválhatott a mérkőzésért, s végül 6–2-es eredménnyel övé lett a győzelem.
Murray első Grand Slam-győzelmével véget vetett egy 76 éven át tartó időszaknak, amelyben brit játékos nem tudott nyerni ilyen rangos tornán. Juan Martín del Potro (2009) mellett ő lett a második játékos, aki Federer, Nadal és Đoković dominanciája mellett döntőt tudott nyerni a 2005-ös Australian Open óta. Győzelmének köszönhetően a skót játékos a világranglista 3. helyére került a US Opent követő héten.

## ATP-döntői (45)

### Egyéni (43)

#### Győzelmei (29)
| Összesítés                                            | Összesítés |
| ----------------------------------------------------- | ---------- |
| Grand Slam-torna                                      | (3)        |
| ATP World Tour Masters 1000 / ATP Masters Series      | (9)        |
| ATP World Tour 500 Series / International Series Gold | (3)        |
| ATP World Tour 250 Series / International Series      | (13)       |
| ATP World Tour Finals / Tennis Masters Cup            | (0)        |
| Olimpiai aranyérem                                    | (2)        |

|     | Dátum                | Torna                                                  | Borítás          | Ellenfél a döntőben   | Eredmény a döntőben         |
| 1.  | 2006. február 13.    | SAP Open, San José                                     | Kemény (fedett)  | Lleyton Hewitt        | 2–6, 6–1, 7–6(3)            |
| 2.  | 2007. február 18.    | SAP Open, San José                                     | Kemény (fedett)  | Ivo Karlović          | 6–7(3), 6–4, 7–6(2)         |
| 3.  | 2007. október 28.    | St. Petersburg Open, Szentpétervár                     | Szőnyeg (fedett) | Fernando Verdasco     | 6–2, 6–3                    |
| 4.  | 2008. január 5.      | Qatar ExxonMobil Open, Doha                            | Kemény           | Stanislas Wawrinka    | 6–4, 4–6, 6–2               |
| 5.  | 2008. február 17.    | Open 13, Marseille                                     | Kemény (fedett)  | Mario Ančić           | 6–3, 6–4                    |
| 6.  | 2008. augusztus 3.   | Western & Southern Financial Group Masters, Cincinnati | Kemény           | Novak Đoković         | 7–6(4), 7–6(5)              |
| 7.  | 2008. október 13.    | Mutua Madrileña Masters Madrid, Madrid                 | Kemény (fedett)  | Gilles Simon          | 6–4, 7–6(6)                 |
| 8.  | 2008. október 26.    | St. Petersburg Open, Szentpétervár                     | Szőnyeg (fedett) | Andrej Golubev        | 6–1, 6–1                    |
| 9.  | 2009. január 10.     | Qatar ExxonMobil Open, Doha                            | Kemény           | Andy Roddick          | 6–4, 6–2                    |
| 10. | 2009. február 9.     | ABN AMRO World Tennis Tournament, Rotterdam            | Szónyeg (fedett) | Rafael Nadal          | 6–3, 4–6, 6–0               |
| 11. | 2009. április 5.     | Sony Ericsson Open, Miami                              | Kemény           | Novak Đoković         | 6–2, 7–5                    |
| 12. | 2009. június 14.     | Queen’s Club Championships, London                     | Fű               | James Blake           | 7–5, 6–4                    |
| 13. | 2009. augusztus 10.  | Rogers Cup, Montréal                                   | Kemény           | Juan Martín del Potro | 6–7(4), 7–6(3), 6–1         |
| 14. | 2009. november 2.    | Valencia Open 500, Valencia                            | Kemény (fedett)  | Mihail Juzsnij        | 6–3, 6–2                    |
| 15. | 2010. augusztus 15.  | Rogers Cup, Toronto                                    | Kemény           | Roger Federer         | 7–5, 7–5                    |
| 16. | 2010. október 17.    | Shanghai Rolex Masters, Sanghaj                        | Kemény           | Roger Federer         | 6–3, 6–2                    |
| 17. | 2011. június 12.     | Queen’s Club Championships, London                     | Fű               | Jo-Wilfried Tsonga    | 3–6, 7–6(2), 6–4            |
| 18. | 2011. augusztus 21.  | Western & Southern Open, Cincinnati                    | Kemény           | Novak Đoković         | 6–4, 3–0, feladta           |
| 19. | 2011. október 2.     | Thailand Open, Bangkok                                 | Kemény (fedett)  | Donald Young          | 6–2, 6–0                    |
| 20. | 2011. október 9.     | Rakuten Japan Open Tennis Championships, Tokió         | Kemény           | Rafael Nadal          | 3–6, 6–2, 6–0               |
| 21. | 2011. október 16.    | Shanghai Rolex Masters, Sanghaj                        | Kemény           | David Ferrer          | 7–5, 6–4                    |
| 22. | 2012. január 8.      | Brisbane International, Brisbane                       | Kemény           | Olekszandr Dolhopolov | 6–1, 6–3                    |
| 23. | 2012. augusztus 5.   | Nyári olimpiai játékok, London                         | Fű               | Roger Federer         | 6–2, 6–1, 6–4               |
| 24. | 2012. szeptember 10. | US Open, New York                                      | Kemény           | Novak Đoković         | 7–6(10), 7–5, 2–6, 3–6, 6–2 |
| 25. | 2013. január 6.      | Brisbane International, Brisbane                       | Kemény           | Grigor Dimitrov       | 7–6(0), 6–4                 |
| 26. | 2013. március 31.    | Sony Ericsson Open, Miami                              | Kemény           | David Ferrer          | 2–6, 6–4, 7–6(1)            |
| 27. | 2013. június 16.     | Aegon Championships, London                            | Fű               | Marin Čilić           | 5–7, 7–5, 6–3               |
| 28. | 2013. július 7.      | Wimbledon, London                                      | Fű               | Novak Đoković         | 6–4, 7–5, 6–4               |

#### Elveszített döntői (14)
| Összesítés                                            | Összesítés |
| ----------------------------------------------------- | ---------- |
| Grand Slam-torna                                      | (5)        |
| ATP World Tour Masters 1000 / ATP Masters Series      | (3)        |
| ATP World Tour 500 Series / International Series Gold | (1)        |
| ATP World Tour 250 Series / International Series      | (5)        |
| ATP World Tour Finals / Tennis Masters Cup            | (0)        |

|     | Dátum                | Torna                                       | Borítás         | Ellenfél a döntőben | Eredmény a döntőben      |
| 1.  | 2005. szeptember 26. | Thailand Open, Bangkok                      | Kemény (fedett) | Roger Federer       | 3–6, 5–7                 |
| 2.  | 2006. augusztus 6.   | Legg Mason Tennis Classic, Washington       | Kemény          | Arnaud Clément      | 6–7(4), 2–6              |
| 3.  | 2007. január 7.      | Qatar ExxonMobil Open, Doha                 | Kemény          | Ivan Ljubičić       | 4–6, 4–6                 |
| 4.  | 2007. október 7.     | Open de Moselle, Metz                       | Kemény (fedett) | Tommy Robredo       | 6–0, 2–6, 3–6            |
| 5.  | 2008. szeptember 9.  | US Open, New York                           | Kemény          | Roger Federer       | 2–6, 5–7, 2–6            |
| 6.  | 2009. március 22.    | Indian Wells Masters, Indian Wells          | Kemény          | Rafael Nadal        | 1–6, 2–6                 |
| 7.  | 2010. január 31.     | Australian Open, Melbourne                  | Kemény          | Roger Federer       | 3–6, 4–6, 6–7(11)        |
| 8.  | 2010. augusztus 1.   | Farmers Classic, Los Angeles                | Kemény          | Sam Querrey         | 7–5, 6–7(2), 3–6         |
| 9.  | 2011. január 30.     | Australian Open, Melbourne                  | Kemény          | Novak Đoković       | 4–6, 2–6, 3–6            |
| 10. | 2012. március 3.     | Dubai Duty Free Tennis Championships, Dubaj | Kemény          | Roger Federer       | 5–7, 4–6                 |
| 11. | 2012. április 1.     | Sony Ericsson Open, Miami                   | Kemény          | Novak Đoković       | 1–6, 6–7(4)              |
| 12. | 2012. július 8.      | Wimbledon, London                           | Fű              | Roger Federer       | 6–4, 5–7, 3–6, 4–6       |
| 13. | 2012. október 14.    | Shanghai Rolex Masters, Sanghaj             | Kemény          | Novak Đoković       | 7–5, 6–7(11), 3–6        |
| 14. | 2013. január 27.     | Australian Open, Melbourne                  | Kemény          | Novak Đoković       | 7–6(2), 6–7(3), 3–6, 2–6 |

### Páros (3)

#### Győzelmei (2)
| Összesítés                                            | Összesítés |
| ----------------------------------------------------- | ---------- |
| Grand Slam-torna                                      | (0)        |
| ATP World Tour Masters 1000 / ATP Masters Series      | (0)        |
| ATP World Tour 500 Series / International Series Gold | (2)        |
| ATP World Tour 250 Series / International Series      | (0)        |
| ATP World Tour Finals / Tennis Masters Cup            | (0)        |

|    | Dátum             | Torna                                          | Borítás         | Partner      | Ellenfelek a döntőben            | Eredmény a döntőben |
| 1. | 2010. november 7. | Valencia Open 500, Valencia                    | Kemény (fedett) | Jamie Murray | Mahes Bhúpati / Makszim Mirni    | 7–6(8), 5–7, [10–7] |
| 2. | 2011. október 9.  | Rakuten Japan Open Tennis Championships, Tokió | Kemény          | Jamie Murray | František Čermák / Filip Polašek | 6–1, 6–4            |

#### Elvesztett döntői (1)
| Összesítés                                            | Összesítés |
| ----------------------------------------------------- | ---------- |
| Grand Slam-torna                                      | (0)        |
| ATP World Tour Masters 1000 / ATP Masters Series      | (0)        |
| ATP World Tour 500 Series / International Series Gold | (0)        |
| ATP World Tour 250 Series / International Series      | (1)        |
| ATP World Tour Finals / Tennis Masters Cup            | (0)        |

|    | Dátum            | Torna                  | Borítás         | Partner      | Ellenfelek a döntőben     | Eredmény a döntőben |
| 1. | 2006. október 1. | Thailand Open, Bangkok | Kemény (fedett) | Jamie Murray | Jónátán Erlich / Andi Rám | 2–6, 6–2, [4–10]    |

## Eredményei Grand Slam-tornákon
| Grand Slam | Australian Open | Australian Open    | Roland Garros | Roland Garros     | Wimbledon | Wimbledon         | US Open   | US Open             |
| Év         | Eredmény        | Utolsó ellenfél    | Eredmény      | Utolsó ellenfél   | Eredmény  | Utolsó ellenfél   | Eredmény  | Utolsó ellenfél     |
| 2005       | –               | –                  | –             | –                 | 3.kör     | David Nalbandian  | 2.kör     | Arnaud Clément      |
| 2006       | 1.kör           | Juan Ignacio Chela | 1.kör         | Gaël Monfils      | 4.kör     | Márkosz Pagdatísz | 4.kör     | Nyikolaj Davigyenko |
| 2007       | 4.kör           | Rafael Nadal       | –             | –                 | –         | –                 | 3.kör     | Li Hjungtajk        |
| 2008       | 1.kör           | Jo-Wilfried Tsonga | 3.kör         | Nicolás Almagro   | 1/4 döntő | Rafael Nadal      | Döntő     | Roger Federer       |
| 2009       | 4.kör           | Fernando Verdasco  | 1/4 döntő     | Fernando González | 1/2 döntő | Andy Roddick      | 4.kör     | Marin Čilić         |
| 2010       | Döntő           | Roger Federer      | 4.kör         | Tomáš Berdych     | 1/2 döntő | Rafael Nadal      | 3.kör     | Stanislas Wawrinka  |
| 2011       | Döntő           | Novak Đoković      | 1/2 döntő     | Rafael Nadal      | 1/2 döntő | Rafael Nadal      | 1/2 döntő | Rafael Nadal        |
| 2012       | 1/2 döntő       | Novak Đoković      | 1/4 döntő     | David Ferrer      | Döntő     | Roger Federer     | Győzelem  | Novak Đoković       |
| 2013       | Döntő           | Novak Đoković      | –             | –                 | Győzelem  | Novak Đoković     |           |                     |

## Év végi világranglista-helyezései
| Év       | 2003 | 2004 | 2005 | 2006 | 2007 | 2008 | 2009 | 2010 | 2011 | 2012 |
| Helyezés | 540  | 411  | 64   | 17   | 11   | 4    | = 4  | = 4  | = 4  | 3    |